# 5830 Simohiro
5830 Simohiro (1991 EG) là một tiểu hành tinh vành đai chính được phát hiện ngày 9 tháng 3 năm 1991 bởi T. Niijima và T. Urata ở Ojima.